# Pandemia di COVID-19 a Malta
Il primo caso della pandemia di COVID-19 a Malta è stato confermato il 7 marzo 2020, si trattava di una ragazza italiana di 12 anni. La ragazza e la sua famiglia erano in isolamento, come richiesto per chi si trovava in Italia seguendo le linee guida dell'autorità sanitaria maltese o in altri paesi altamente infetti. Successivamente, anche i suoi genitori furono trovati positivi. La seconda ondata del virus a Malta è considerata la peggiore ed era dovuta alle segnalazioni incoerenti e a favore degli affari rispetto alla salute pubblica.
Al 5 novembre 2021, Malta ha segnalato un totale di 37.805 casi confermati, 36.642 guarigioni e 462 decessi dal primo caso registrato, mentre 298 casi rimangono attivi.
È stata imposta una quarantena obbligatoria ai viaggiatori e a coloro che erano eventualmente in contatto con coloro che viaggiavano all'estero. È stato imposto un lockdown obbligatorio per le persone di età superiore ai 65 anni e/o affette da condizioni di salute croniche. L'OMS ha elogiato la risposta del governo maltese alla pandemia prima che il numero di casi salisse a 52 il 7 aprile 2020. Il primo maggio, dato che il tasso di riproduzione del virus era inferiore a 0, è stato annunciato il primo allentamento di alcune misure.
Nel corso del primo semestre del 2021 l'avvio della campagna vaccinale nel paese, condotta ad un ritmo superiore a quello della media delle altre nazioni europee, unita all'introduzione di nuove misure contenitive, ha condotto ad un drastico calo dei contagi, che ha portato Malta a dichiarare, primo stato membro dell'Unione europea, il raggiungimento dell'immunità di gregge nei confronti del COVID-19 il 24 maggio 2021.
Il 5 maggio 2023, l'Organizzazione mondiale della sanità dichiara ufficialmente la fine della pandemia.

## Antefatti
Il 12 gennaio 2020, l'Organizzazione mondiale della sanità (OMS) ha confermato che un nuovo coronavirus era la causa di una malattia respiratoria in un gruppo di persone nella città di Wuhan, provincia di Hubei, Cina, che è stata segnalata all'OMS il 31 dicembre 2019.
Il tasso di mortalità per COVID-19 è stato molto più basso della SARS del 2003, ma la trasmissione è stata significativamente maggiore, con un significativo numero di morti totali.

## Diffusione della pandemia

### 2020
Il 24 marzo 2020, a seguito dell diffondersi della malattia nel mondo, la sovrintendente per la salute pubblica Charmaine Gauci aveva previsto per l'isola di Malta una "bassa esposizione" al virus, a causa della mancanza di voli diretti fra Malta e la Cina, paese di origine della malattia. Un mese dopo, il 24 febbraio, con il diffondersi del contagio nella vicina Italia, le autorità sanitarie maltesi hanno disposto l'obbligo per tutti i passeggeri in arrivo all'aeroporto di Luqa di sottoporsi a scanner termico prima del loro ingresso nell'isola.
Il giorno seguente, 25 febbraio, il ministro della salute Chris Fearne ha raccomandato ai viaggiatori in arrivo dall'Italia di mettersi in quarantena volontaria per 14 giorni una volta sbarcati a Malta, e ha sconsigliato a tutti i cittadini di evitare viaggi nelle regioni italiane e nei paesi maggiormente esposti al contagio. Con il procedere della pandemia verso sud ed il primo caso rilevato a Palermo, si sono segnalate code nei supermercati, alcuni dei quali sono stati svuotati nel giro di poche ore.
Il 7 marzo 2020 è stato confermato il primo caso di COVID-19 a Malta, riscontrato su una ragazza italiana di 12 anni arrivata da Roma dopo un soggiorno in Trentino-Alto Adige. I membri della sua famiglia sono stati il secondo ed il terzo caso, e l'intero nucleo familiare è stato subito trasferito all'ospedale Mater Dei di Msida in isolamento. Tre giorni dopo, il 18 marzo, sono stati colpiti i primi due pazienti al disopra dei 70 anni di età.
L'iniziale diffusione del virus sull'isola è stata attribuita all'ingresso di persone infette dall'estero. Al 15 marzo 2020, otto giorni dopo il primo caso diagnosticato in territorio maltese, il totale dei casi accertati era salito a 21 su 1.385 test effettuati, e si sono registrate le prime due guarigioni.
Al 26 marzo 2020 erano stati segnalati in totale 134 casi e due di persone guarite a Malta. 33 dei malati sono stati ricoverati in ospedale, un uomo di 61 anni era ospedalizzato nel reparto di terapia intensiva, ma era in via di guarigione. Per la fine del mese di marzo il totale dei casi registrati era di 169.
Fra il 3 e il 5 aprile diversi casi di contagio sono stati segnalati nel centro di accoglienza di Ħal Far, un'area particolarmente esposta ad un potenziale rischio di diffusione della patologia a causa delle precarie condizioni igienico-sanitarie della popolazione residente. Le autorità maltesi hanno deciso di imporre una quarantena obbligatoria nel sito, bloccando al suo interno gli oltre 1.000 migranti in esso presenti, con una mossa contestata da alcune organizzazioni non governative.
L'8 aprile 2020 è stata annunciata la prima morte in relazione al virus SARS-CoV-2 in territorio maltese. La vittima era una donna di 92 anni residente a Gozo. Il giorno seguente si è verificato il secondo decesso seguito, a due giorni di distanza, dal terzo.
Il 1 maggio il Primo Ministro Robert Abela ha annunciato l'allentamento delle misure preventive che erano state prese per limitare la diffusione del contagio.
Il 5 maggio 2020 è avvenuta la quinta morte. A fine mese, i casi attivi erano in totale 75, con 534 guarigioni e 9 vittime. Il numero dei casi attivi è andato ulteriormente diminuendo durante il mese di giugno, al termine del quale ne erano registrati 21, dopo quattro giorni consecutivi senza nuovi contagi. Il trend negativo è proseguito per tutta la prima parte del mese di luglio: a partire dal giorno 24, in cui sei nuovi casi sono stati collegati ad uno stesso evento, il totale dei nuovi positivi (molti dei quali provenienti dall'estero, 85 dei quali riscontrati su migranti sbarcati sull'isola nei giorni precedenti) è andato aumentando, fino a raggiungere la quota di 150 casi totali alla fine del mese.
Il mese di agosto ha visto un progressivo aumento dei casi di contagio, legati alla trasmissione del virus nelle località turistiche maggiormente frequentate e alla sua diffusione grazie ai viaggiatori provenienti dall'estero. Il giorno di ferragosto è stato registrato un record di 72 nuovi casi giornalieri; nuove restrizioni sono state imposte dal governo il 17 agosto, per frenare l'aumento dei contagi, arrivati quel giorno a quota 607. Il 21 agosto è stata registrata la decima vittima. Solo a fine mese si è potuto riscontrare un primo effetto delle nuove misure di contenimento, con una lieve flessione dei casi attivi, in totale 471 l'ultimo giorno del mese.
Il mese di settembre ha visto i casi di contagio aumentare con andamento pressoché costante, fino al raggiungimento dei picchi di 78 nuovi contagiati il giorno 13 e di 106, massimo raggiunto dall'inizio della pandemia sull'isola, il 16 settembre. Il giorno seguente, il totale dei casi attivi ammontava a 601 unità, con la soglia dei 600 superata per la prima volta da agosto. Alla fine del mese il totale dei contagiati registrati era tornato a 462 casi, con un incremento giornaliero di 23 unità.

### 2021
Il mese di luglio 2021 ha visto una improvvisa risalita nei contagi, dopo mesi di sostanziale calo continuato. L'8 luglio è stata toccata la quota di 55 nuovi contagiati giornalieri, livello massimo raggiunto nei precedenti tre mesi. Il giorno successivo le nuove infezioni riscontrate sono state 96, aumentate a 109 il 10 luglio (livello massimo riscontrato dal 26 marzo).

## Gestione della pandemia

### 2020
Il 9 marzo 2020, due giorni dopo il primo caso di COVID-19 registrato a Malta, il Primo Ministro Abela ha annunciato l'introduzione di un divieto per i viaggi in Italia, paese dal quale i primi casi della malattia erano stati importati. L'11 marzo il divieto è stato esteso anche ai viaggi verso la Germania, la Svizzera, la Francia e la Spagna, con l'introduzione di una quarantena obbligatoria per chi avesse visitato tali paesi entro 14 giorni e di multe fino a 1.000 Euro per i trasgressori.
Il 12 marzo è stata disposta la chiusura di tutte le scuole e delle università per una settimana, e la disputa a porte chiuse degli eventi sportivi; il giorno successivo la quarantena obbligatoria è stata estesa ai viaggiatori in arrivo da qualsiasi paese estero. Il 16 marzo sono state annunciate nuove misure contenitive, quali la chiusura di tutte le palestre, bar e ristoranti, ai quali è stata consentita solo la distribuzione di cibo e bevande da asporto. Il 22 marzo le misure restrittive sono state aumentate, con l'introduzione di una chiusura forzata per tutte le attività di vendita e servizi non essenziali e di un divieto per gli assembramenti e le attività di gruppo. La multa per l'infrazione della quarantena è stata contestualmente innalzata a 10.000 Euro. L'allentamento delle misure è stato annunciato il 1 maggio, con la riapertura di alcune attività e della circolazione fra Malta e Gozo.
Il 30 luglio un nuovo aumento dei casi ha indotto le autorità a varare delle nuove restrizioni circa il numero di partecipanti ad eventi di massa, ridotto a non più di 10; le feste di paese, tipiche dell'estate maltese, sono state temporaneamente sospese. L'aumento delle infezioni nel mese di agosto ha visto il governo maltese imporre una nuova chiusura temporanea dei locali notturni e dei bar a partire dal 19 agosto, nonché l'obbligo di indossare mascherine protettive al chiuso.

### 2021
Il 9 luglio 2021, a seguito di un'improvvisa risalita nei contagi riscontrata nei giorni precedenti, il governo ha varato una nuova ordinanza per decretare il divieto di sbarco sull'isola per i viaggiatori non in possesso di un certificato vaccinale riconosciuto (emesso dalle autorità sanitarie maltesi, dal National Health Service britannico o riconosciuto dall'Unione Europea) e la chiusura delle scuole di lingue, considerate la maggior fonte dei nuovi contagi. La nuova misura è entrata in vigore dal 14 luglio. Le scuole sono state in seguito riaperte per gli studenti già presenti a Malta al 26 luglio e in possesso di regolare certificato vaccinale.
A partire dal 1º novembre, il governo maltese ha rimosso ulteriori regole relative al distanziamento sociale in vigore per eventi al chiuso e ristoranti, in considerazione del ridotto tasso di diffusione dell'epidemia sull'isola.
Dall'11 dicembre il governo maltese ha varato una serie di nuove restrizioni, con la reintroduzione dell'obbligo di indossare mascherine in qualsiasi luogo pubblico (al chiuso o all'aperto) al fine di tenere i numeri dei contagi sotto controllo durante il periodo delle festività natalizie.

## Andamento dell'epidemia
CasiData0100002000030000400007/3/20209/9/202014/3/202116/9/2021Casi confermatiCasi attiviGuaritiMortiNuovi casi giornalieriNuovi guariti giornalieriMorti giornaliere
Dati aggiornati al 5 novembre 2021.

## Campagna vaccinale
Le prime dosi di vaccino contro la malattia sono state somministrate il 27 dicembre 2020 ad alcuni medici ed infermieri impiegati nell'ospedale Mater Dei.
Le autorità sanitarie locali hanno inizialmente messo a disposizione della popolazione tre differenti vaccini, prodotti dalla anglo-svedese AstraZeneca e dalle statunitensi Pfizer e Moderna. Un quarto vaccino, prodotto da Johnson & Johnson, è arrivato a Malta il 18 aprile, e la sua somministrazione è iniziata il 6 maggio.
Nell'aprile 2021, stando alle statistiche del Centro europeo per la prevenzione e il controllo delle malattie, Malta si è collocata al primo posto nell'Unione europea come percentuale di adulti che hanno ricevuto la seconda dose (21,2%), ed al terzo considerando la percentuale totale di adulti cui è stata somministrata almeno una dose (40,3%).
Il 1 maggio 2021 il governo maltese ha dato il via alle vaccinazioni agli adulti della fascia over-30 (30-39 anni). Dieci giorni più tardi, l ministro della salute ha inoltre dichiarato l'imminente apertura alle vaccinazioni alla fascia over-16, al fine di aumentare la copertura della popolazione entro l'inizio dell'estate; la settimana successiva, è ufficialmente stata aperta la possibilità di vaccinarsi a tutta la popolazione con età maggiore di 16 anni residente a Malta, primo paese in Europa a garantire una tale estensione della campagna di somministrazione.
Al 24 maggio, stando a quanto dichiarato dal ministro della salute Fearne, il 70% della popolazione ha ricevuto almeno una dose di vaccino, rendendo Malta il primo stato a raggiungere la quota fissata dall'Unione Europea come obiettivo per la stagione estiva.

### Dosi somministrate
DosiData030000060000090000012000001500000180000017/1/202125/4/20211/8/2021Dosi somministratePersone completamente vaccinate